# Sonderabschreibung
Der Begriff Sonderabschreibung bezeichnet im deutschen Steuerrecht  Abschreibungen, die aufgrund steuerlicher Sondervorschriften vorgenommen werden und neben die normale Abschreibung treten. Sonderabschreibungen stehen nicht in unmittelbarem Zusammenhang mit Wertminderungen und haben deshalb Subventionscharakter. Im Unterschied zur erhöhten Abschreibung wird die reguläre Abschreibung des Wirtschaftsguts von der Sonderabschreibung nicht betroffen. Erhöhte Abschreibungen (z. B. § 7i EStG) treten an die Stelle der regulären Abschreibung.

## Sonderabschreibung für kleine und mittlere Unternehmen § 7 g EStG
Die derzeit häufigste Form der Sonderabschreibung ist die Sonderabschreibung zur Förderung   kleiner und mittlerer Betriebe nach § 7g Abs. 5 des Einkommensteuergesetzes.
Sie beträgt insgesamt bis zu 40 % der Anschaffungskosten oder Herstellungskosten und kann im Jahr der Anschaffung sowie in den folgenden vier Wirtschaftsjahren in Anspruch genommen werden.

### Voraussetzungen
Um die Sonderabschreibung in Anspruch nehmen zu können, müssen folgende Voraussetzungen sämtlich erfüllt sein:

#### Eigenschaften des Investitionsobjektes
- Das Investitionsobjekt muss beweglich sein. Das bedeutet, dass die Sonderabschreibung nach § 7g EStG für Gebäude und immaterielle Wirtschaftsgüter ausscheidet.
- Das Investitionsobjekt muss dem Anlagevermögen zurechenbar sein. Aus der Voraussetzung Anlagevermögen wird nach herrschender Meinung geschlossen, dass eine Sonderabschreibung nur bei Gewerbebetrieben, selbständigen Betrieben oder land- und forstwirtschaftlichen Betrieben zulässig ist, denn nur bei diesen Einkunftsarten existiert steuerrechtlich betrachtet „Anlagevermögen“. Arbeitnehmer, Verwalter von Kapitalvermögen, Vermieter und Rentner können daher keine Sonderabschreibung in Anspruch nehmen.

#### Eigenschaften des Betriebes
Der Gewinn darf im Wirtschaftsjahr, das der Anschaffung oder Herstellung vorangeht, 200.000 € nicht überschreiten.

#### Nutzung des Investitionsobjektes
- Das Investitionsobjekt muss mindestens im Jahr der Anschaffung oder Herstellung und dem folgenden Jahr in der inländischen Betriebsstätte verbleiben.
- Im Jahr der Anschaffung oder Herstellung und dem folgenden Jahr muss das Investitionsobjekt ausschließlich oder fast ausschließlich betrieblich genutzt werden.[1] Fast ausschließlich betriebliche Nutzung bedeutet, dass eine Privatnutzung von bis zu 10 % unschädlich ist. Bei der Nutzung eines Pkws ist die betriebliche Nutzung anhand eines Fahrtenbuchs nachzuweisen. Die Fahrten zwischen Wohnung und Arbeitsstätte rechnen dabei zur betrieblichen Nutzung.[2]

### Rechtsfolgen
Sind die Voraussetzungen erfüllt, darf der Steuerpflichtige im Jahr der Anschaffung und in den folgenden vier Jahren neben der normalen Abschreibung eine Sonderabschreibung von insgesamt bis zu 20 Prozent der Anschaffungskosten/Herstellungskosten gegebenenfalls nach Abzug eines Investitionsabzugsbetrages geltend machen. Das Abschreibungsvolumen kann in dem fünfjährigen Begünstigungszeitraum frei verteilt werden. Nach Ablauf des Begünstigungszeitraums ist der Restbuchwert gleichmäßig auf die Restnutzungsdauer zu verteilen.

### Rechtslage bis 2007
Bis 2007 war die Sonderabschreibung an andere Voraussetzungen geknüpft. Folgende Unterschiede ergeben sich im Vergleich zum neuen Recht:
- Begünstigt waren nur neue Investitionsobjekte
- Die Betriebsvermögensgrenze betrug 204.517 Euro (Wirtschaftswert bei Land- und Forstwirtschaft: 122.710 Euro).
- Für Steuerpflichtige, die ihren Gewinn durch Einnahmen-/Überschussrechnung erstellten, galt keine Betragsgrenze.
- Es musste zuvor für das Investitionsobjekt eine Ansparrücklage gebildet werden.

Die Bildung der Rücklage nach § 7 g EStG (alte Fassung) war Voraussetzung für die Inanspruchnahme der Sonderabschreibung. Die Rücklage musste genau bezeichnet sein, d. h., das anzuschaffende Wirtschaftsgut musste exakt genannt sein. Eine allgemeine Nennung war nicht zulässig (Beispiel: Fahrzeug).
Wichtig war, dass die Bildung und Auflösung der Rücklage nach § 7 g EStG in der Bilanz verfolgt werden konnte. Zudem war darauf zu achten, dass die Rücklagenbildung vor Anschaffung oder Herstellung des Wirtschaftsguts erfolgte, damit die Rücklage die ihr zugedachte Finanzierungsfunktion erfüllen konnte und ein Finanzierungszusammenhang zwischen Steuerersparnis aufgrund der Rücklagenbildung und späterer Anschaffung des Wirtschaftsguts gegeben war.
Besonders eine Rücklagebildung im Rahmen einer aufgrund Feststellungen einer Betriebsprüfung geänderten Bilanz wurden in den meisten Fällen aufgrund des fehlenden Finanzierungszusammenhangs von den Finanzämtern nicht anerkannt.
An die Stelle der Ansparrücklage ist nach neuem Recht der außerhalb der Bilanz zu erfassende Investitionsabzugsbetrag getreten. Die Bildung eines Investitionsabzugsbetrages ist jedoch keine Voraussetzung für die Sonderabschreibung.

## Sonderabschreibung für den Mietwohnungsneubau § 7b EStG
Seit 2018 kann für die Herstellung oder Anschaffung neuer Mietwohnungen unter bestimmten Voraussetzungen eine Sonderabschreibung von 5 % im Jahr der Anschaffung oder Herstellung und in den folgenden drei Jahren in Anspruch genommen werden.

## Sonderabschreibung nach § 4 Fördergebietsgesetz
Die Sonderabschreibung bzw. Investitionszulage in den neuen Bundesländern ist 2016 ausgelaufen.

## Sonderabschreibung nach § 76 EStDV
Sonderabschreibungen für land- und forstwirtschaftliche Betriebe wurden durch das Jahressteuergesetz 1996 aufgehoben.